# Lac de Koutchouk
Le lac de Koutchouk (en russe : Кучукское озеро) est le deuxième lac en importance du kraï de l'Altaï (Russie), après le lac de  Koulounda qui se trouve à six kilomètres au nord et auquel il est relié par un petit canal. Il se trouve au milieu de la steppe de Koulounda.

## Géographie
Le lac de Koutchouk est alimenté à l'est par la rivière Koutchouk à 98,4 m d'altitude. C'est un lac salé avec du sel de Glauber (sulfate de sodium). Il s'étend sur 19 km de longueur et 12 km de largeur, pour une superficie de 181 km2, avec une profondeur maximale de 3,3 m et ne gèle pas en hiver. La dépression formée par le lac est ovale et bien dessinée. Celui-ci est entouré de berges hautes de dix à douze mètres au sud-est et à l'est. Le nord-est et le nord-ouest sont plats.
Le milieu du lac est recouvert de mirabilites (jusqu'à 2,5 m).
Les localités les plus proches sont Blagovechtchenka et Stepnoïe Ozero, où se trouve la station chimique Koutchouksoulfat qui exploite le sulfate de sodium du lac.

## Source
- (ru) Cet article est partiellement ou en totalité issu de l’article de Wikipédia en russe intitulé « Кучукское озеро » (voir la liste des auteurs).